# Brigade Diane
De Brigade Diane was een speciale eenheid van de Belgische Rijkswacht.
In 1973 werd de brigade opgericht naar aanleiding van bloedbad van München op de Olympische Spelen in 1972 na de gijzeling van Israëlische atleten. De Belgische regering wilde dergelijke situaties op haar grondgebied vermijden. Daarom kreeg de Rijkswacht het bevel om een speciale eenheid op te richten met als codenaam 'Diane', een verwijzing naar Diana, de Romeinse godin van de jacht.
In 1975 werd de naam veranderd in Groep Diane en in 1992 omgedoopt tot Speciaal Interventie Eskadron.
In oktober 2017 linkte strafpleiter Jef Vermassen de groep aan de Bende van Nijvel.